# مارجيت ساندمو
مارجيت ساندمو (بالنرويجية البوكمول: Margit Sandemo)‏‏ (23 أبريل 1924 - 1 سبتمبر 2018) هي مؤلفة خيال تاريخي نرويجية سويدية. كانت مارجيت المؤلفة الأكثر مبيعًا في دول الشمال منذ الثمانينات، وذلك عندما نشرت سلسلةَ رواياتها المكونة من 47 كتابًا بعنوان أسطورة شعب الجليد (The Legend of the Ice People)، وكانت قد كتبت العديد من سلاسل الكُتب الأخرى.

## روابط خارجية
- مارجيت ساندمو على موقع IMDb (الإنجليزية)
- مارجيت ساندمو على موقع ديسكوغز (الإنجليزية)